# Шиндановин, Николай Епифанович
Николай Епифанович Шиндановин (1923, Ильинка, Тамбовская губерния — 8 августа 1968, Ольшанка, Ростовская область) — командир отделения 30-го гвардейского стрелкового полка 8-й гвардейской стрелковой дивизии 22-й армии 2-го Прибалтийский фронта; разведчик-автоматчик 56-й отдельной гвардейской разведывательной роты 52-й гвардейской стрелковой дивизии 1-й ударной армии 2-го Прибалтийского фронта; командир отделения 153-го гвардейского стрелкового полка 52-й гвардейской стрелковой дивизии 1-й ударной армии 3-го Прибалтийского фронта, гвардии сержант.

## Биография
Родился в 1923 году в деревне Ильинка (ныне — Умётского района Тамбовской области) в крестьянской семье. Образование среднее. Жил в селе Ольшанка Целинского района Ростовской области.
В Красную Армию призван в 1941 году Целинским райвоенкоматом Ростовской области. В боях Великой Отечественной войны с октября 1941 года.
Командир отделения 30-го гвардейского стрелкового полка гвардии сержант Николай Шиндановин 3 марта 1944 года в бою за деревню Андрюшино, расположенную в двадцати пяти километрах юго-восточнее города Новоржев Псковской области, совместно с бойцами разведал местность и установил связь со стрелковым полком. Получил тяжёлое ранение, но боевое задание выполнил. За мужество и отвагу, проявленные в боях, 30 апреля 1944 года приказом командира 8-й гвардейской стрелковой дивизии гвардии сержант Шиндановин Николай Епифанович награждён орденом Славы 3-й степени.
Разведчик-автоматчик 56-й отдельной гвардейской разведывательной роты гвардии сержант Шиндановин 5 июля 1944 года с группой захвата в 12 километрах северо-западнее посёлка Пушкинские Горы проник в траншею противника и пленил гитлеровца, затем прикрыл отход группы. За мужество и отвагу, проявленные в боях, 5 июля 1944 года приказом командира 52-й гвардейской стрелковой дивизии гвардии сержант Шиндановин Николай Епифанович повторно награждён орденом Славы 3-й степени.
Командир отделения 153-го гвардейского стрелкового полка гвардии сержант Николай Шиндановин 10-12 июля 1944 года, возглавляя группу разведчиков, совершил налёт на противника у населённого пункта Овечкино, расположенного в двенадцати с половиной километрах северо-западнее посёлка Пушкинские Горы, пленил четверых и уничтожил до десяти вражеских пехотинцев, подавил дзот. За мужество и отвагу, проявленные в боях, 1 августа 1944 года приказом по 1-й ударной армии гвардии сержант Шиндановин Николай Епифанович награждён орденом Славы 2-й степени.
Участвовал в штурме Берлина, и уже после безоговорочной капитуляции вражеской Германии был ранен в ногу.
В 1947 году гвардии старший сержант Н. Е. Шиндановин демобилизован. Жил в селе Ольшанка Целинского района Ростовской области, работал скотником в колхозе «Победа».
Заслуженный ветеран погиб 8 августа 1968 года. При раздаче корма телятам он упал с тракторной тележки, получил тяжелейшую травму, медикам спасти его не удалось. Похоронен в Ольшанке на сельском кладбище.
Указом Президиума Верховного Совета СССР от 23 сентября 1969 года, уже после трагической гибели, Шиндановин Николай Епифанович был перенаграждён орденом Славы 1-й степени с заменой второго ордена Славы 3-й степени, став полным кавалером ордена Славы.
Награждён орденами Славы 1-й, 2-й и 3-й степени, медалями, в том числе «За отвагу», «За взятие Берлина», «За победу над Германией в Великой Отечественной войне 1941—1945 гг.», «Двадцать лет победы в Великой Отечественной войне 1941—1945 гг.».